# Szczepankowo (gmina)
Szczepankowo – dawna gmina wiejska istniejąca do 1954 roku oraz w latach 1973–1976 w woj. białostockim (przejściowo w woj. warszawskim), a następnie w woj. łomżyńskim (dzisiejsze woj. podlaskie). Siedzibą gminy było Szczepankowo.
Przez większą część okresu międzywojennego gmina Szczepankowo należała do powiatu łomżyńskiego w woj. białostockim. 1 kwietnia 1939 roku gminę Szczepankowo wraz z całym powiatem łomżyńskim przyłączono do woj. warszawskiego.
Według Powszechnego Spisu Ludności z 1921 roku gminę zamieszkiwało 5103 osoby, 348 było wyznania rzymskokatolickiego, 9 prawosławnego, 18 ewangelickiego a 119 mojżeszowego. Jednocześnie 5019 mieszkańców zadeklarowało polską przynależność narodową, 8 białoruską, 75 żydowską a 1 rosyjską. Było tu 753 budynków mieszkalnych.
W 1927 roku wójtem był Antoni Brzeziński, w 1928 roku odznaczony Brązowym Krzyżem Zasługi za „zasługi w pracy społecznej i samorządowej”. 
W wyniku napaści ZSRR na Polskę we wrześniu 1939 gmina znalazła się pod okupacją sowiecką. Od czerwca 1941 roku pod okupacją niemiecką. Od 22 lipca 1941 do 1945 włączona w skład Landkreis Lomscha, Bezirk Bialystok III Rzeszy.
Przez krótki okres po wojnie gmina zachowała przynależność administracyjną, lecz już z dniem 18 sierpnia 1945 roku została wraz z powiatem łomżyńskim wyłączona z woj. warszawskiego i przyłączona z powrotem do woj. białostockiego. Według stanu z 1 lipca 1952 roku gmina była podzielona na 32 gromady. Gmina została zniesiona 29 września 1954 roku wraz z reformą wprowadzającą gromady w miejsce gmin. 
Gminę Szczepankowo reaktywowano 1 stycznia 1973 roku w tymże powiecie i województwie. 1 czerwca 1975 roku gmina weszła w skład nowo utworzonego woj. łomżyńskiego.
2 lipca 1976 roku gmina została zniesiona, a jej tereny włączone do gmin:
- Łomża (obszary sołectw: Andrzejki, Boguszyce, Czaplice, Grzymały Szczepankowskie, Kisiołki, Mikołajki, Młode Chojny i Stare Chojny),
- Miastkowo (obszary sołectw: Chojny-Naruszczki, Kraska, Leopoldowo, Podosie i Sulki),
- Śniadowo (obszary sołectw: Dębowo, Młynik, Osobne, Stare Konopki, Szczepankowo, Uśnik, Uśnik-Dwór, Uśnik-Kolonia, Wierzbowo, Wszerzecz, Wszerzecz-Kolonia, Zagroby, Żebry i Żebry-Kolonia).